# Macrodes gygesalis
Macrodes gygesalis là một loài bướm đêm trong họ Noctuidae.